# Jordi Monés i Carilla
Jordi Monés Carilla, (Barcelona, 25 de junio de 1961) es un oftalmólogo español, especialista en mácula, retina y vítreo y en la investigación de las enfermedades degenerativas maculares y retinianas.

## Biografía
Doctor cum laude en medicina y cirugía por la Universidad de Barcelona (2012) con la tesis In the search for an effective treatment and optimal dosing for patients with choroidal. Especialista en Oftalmología por la Universitat Autònoma de Barcelona – C.O Barrraquer y Especialista en Mácula, Retina y Vítreo por la Universidad de Harvard y el Instituto Tecnológico y de Estudios Superiores de Monterrey, ITESM.
Es el director del Institut de la Màcula; el director, investigador principal y uno de los patrones fundadores de la Barcelona Macula Foundation: Research for Vision y el Coordinador de Oftalmología en Centro Médico Teknon.
Como Fundador y Director Médico de la Barcelona Macula Foundation se dedica a combatir la ceguera apoyando y llevando a cabo investigación sobre enfermedades de la retina que actualmente no tienen tratamiento. Durante los últimos veinte años, ha llevado a cabo investigaciones en la mayoría de ensayos clínicos multicéntricos internacionales para el tratamiento de la Degeneración Macular Asociada a la Edad y enfermedades maculares.
Ha sido directivo del Futbol Club Barcelona entre los años 2003 a 2005, los años 2010 a 2015 y a partir de 2015. Durante el segundo período en el cargo fue el responsable del Área Médica, Rendimiento y Atletismo del club. Después de las elecciones de 2015 es miembro, vocal de la Junta Directiva y directivo comisionado para impulsar el proyecto FC Barcelona Universitas.

## Trayectoria académica
Doctor cum laude en medicina y cirugía por la Universitat de Barcelona. Licenciado en Medicina y Cirugía, se especializó en Oftalmología en el Centro de Oftalmología Barraquer de la Universitat Autònoma de Barcelona.
Es Especialista en Mácula, Retina y Vítreo por el Massachusetts Eye and Ear Infirmary de la Universidad de Harvard (Research Fellowship) y por el Hospital San José en el Instituto Tecnológico y de Estudios Superiores de Monterrey, ITSM (Clinical Fellowship).

## Trayectoria profesional y docente
Desde 2007 es el director del Institut de la Màcula, ubicado en el Centro Médico Teknon de Barcelona. Además, es el director, investigador principal y uno de los patrones fundadores de la Barcelona Macula Foundation: Research for Vision, desde 2011. Es el Coordinador de Oftalmología del Centro Médico Teknon, desde el año 2010.
Actualmente es Investigador del Centro de Investigación Biomédica en Red en Bioingeniería, Biomateriales y Nanomedicina, (CIBER-BBN). Es miembro del Steering Comitee International Multicenter Clinical Trials Proxima A and Proxima B on Geographic Atrophy, de la farmacéutica Roche. Y miembro del Steering Committee International Multicenter Clinical Trials Brighter and Crystal, de la farmacéutica Novartis.

## Artículos y conferencias
Ha publicado numerosos artículos en revistas científicas y libros especializados y ha dado más de 300 conferencias en congresos y reuniones internacionales.
Además, el Dr. Monés también participa en el comité organizador y el comité científico de varios workshops y conferencias internacionales.

## Sociedades
Es miembro de quince sociedades científicas, tanto nacionales como internacionales:
- Macula Society
- Retina Society
- Club Jules Gonin
- American Society of Retina Specialists
- American Academy of Ophthalmology
- Euretina Society
- European Vision Institute
- Association for Research in Vision and Ophthalmology
- European Association for Vision and Eye Research
- Sociedad Española de Oftalmología
- Sociedad Española de Retina y Vítreo
- Acadèmia de Ciències Mèdiques de Catalunya i Balears
- Societat Catalana d’Oftalmologia
- Massachusetts Eye and Ear Infirmary Alumni
- Instituto Barraquer

Es el único especialista en el estado en ser miembro de las cuatro asociaciones de retina de ingreso restringido más importantes del mundo: Macula Society, Retina Society, Club Jules Gonin y la American Society of Retina Specialists.

## Proyectos de investigación y Ensayos clínicos
Los campos de interés en sus investigaciones son las enfermedades maculares, neovascularización coroidea, degeneración macular, terapia antiangiogénica, terapia anti PDGF, atrofia geográfica, degeneración retiniana, trasplante de retina, células madre, terapia génica, edema macular, y cirugía vítreo-retiniana y macular.
El Dr. Monés participa en tres grandes proyectos europeos desarrollados por varios centros de investigación internacionales, en el marco del Programa Horizon 2020 de la Unión Europea. Se trata de:
- Exploring the combined role of genetic and non-genetic factors for developing AMD: A systems level analysis of disease subgroups, risk factors, and pathways (EYE-RISK). Se trata de un proyecto llevado a cabo por 11 centros e instituciones asociadas en 7 países.
- Integrated use of second harmonic generation (SHG) microscopy to image corneal collagen fibrils and adaptiveoptics scanning laser ophthalmoscopy (AOSLO) to image the photoreceptors (LITE).[8] Se trata de un proyecto desarrollado en colaboración con el ICFO (Instituto de Ciencias Fotónicas) y 4 centros más de investigación y está financiado por la Unión Europea y por Acció.
- Innovative PROcurement for Visual Impaired People (PRO4VIP). Este proyecto está realizado por 12 centros y entidades asociadas de 5 países diferentes y ha recibido financiación de Horizon 2020 Coordination and Support Actions.

Durante los últimos veinte años, ha llevado a cabo investigaciones en la mayoría de ensayos clínicos multicéntricos internacionales para el tratamiento de la Degeneración Macular Asociada a la Edad (DMAE) y enfermedades maculares.
Actualmente, desde el Institut de la Màcula y desde la Barcelona Macula Foundation: Research for Vision está llevando a cabo 13 ensayos clínicos y pre-clínicos en fases I, II, III y IV. Entre ellos destacan CHROMA, FOVISTA M-13-056, MACBETH, TREND, FOVISTA OPH 1003, BRIGTHER, CRYSTAL, MPL4DRY, MPL4DRUSEN y ORAL OMEGA 3 DRY/GA.

## Futbol Club Barcelona
Actualmente es Vocal, Miembro de la Junta Directiva del Futbol Club Barcelona y directivo comisionado para impulsar el proyecto FC Barcelona Universitas.
Ha sido directivo del Futbol Club Barcelona en tres etapas distintas. Del 2003 al 2005 fue miembro de la Junta Directiva responsable de los Servicios Médicos. De 2010 a 2015 fue miembro de la Junta Directiva responsable del Departamento de Servicios Médicos y Rendimiento y responsable de la sección de Atletismo.
En 2011 fue el principal impulsor de la campaña “Camp Nou sense fum” (Camp nou sin humo). Una campaña que sirvió para erradicar el tabaco en el estadio del Futbol Club Barcelona, el Camp Nou. La campaña ganó diversos premios entre los que destacan el “Premio Euro Effie” y el “II Premio Aecc-Catalunya contra el Cáncer”.